# Pilopogon macrocarpus
Pilopogon macrocarpus är en bladmossart som beskrevs av Brotherus 1921. Pilopogon macrocarpus ingår i släktet Pilopogon och familjen Dicranaceae. Inga underarter finns listade i Catalogue of Life.